# غونزاغا
غونزاغا أسرة حكمت مانتوفا شمال إيطاليا من عام 1328 حتى 1708.
في سنة 1433 تولى جان فرانشيسكو الأول صفة ماركيز مانتوفا، وفي سنة 1530 تحصل فيديريكو الثاني (1500-1540) على لقب دوق مانتوفا. و في سنة 1531 حصلت الأسرة على دوقية مونفراتو عبر الزواج. كما ورث آل غونزاغا اللاحقون من خلال جدتهم الأولى أيضاً سلالة الباليولوجيين الاسرة الحاكمة السابقة في مونفيراتو .